# CEPE-Caxias
Maillots
Le Clube dos Empregados da Petrobrás - Duque de Caxias ou CEPE-Caxias est un club brésilien de football féminin basé à Duque de Caxias.

## Histoire

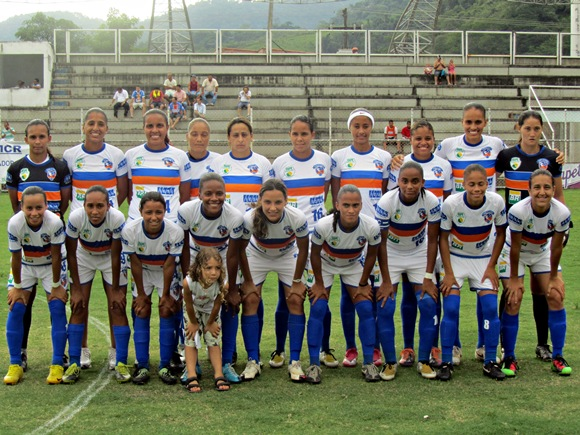
L'équipe vainqueur de la Coupe du Brésil 2010.

Le CEPE-Caxias est fondé le 29 mars 1999. En 2006 et en 2007, le club remporte le championnat de Rio de Janeiro.
Le club, en partenariat avec le Duque de Caxias Futebol Clube, remporte la Coupe du Brésil de football féminin 2010. Elles remportent le championnat de Rio de Janeiro en 2011 et participent à la Copa Libertadores féminine 2011.

## Palmarès
- Coupe du Brésil (1)
  - Vainqueur en 2010
- Championnat de Rio de Janeiro (3)
  - Vainqueur en 2006, 2007 et 2011